# الأحياء الجزيئية للخلية
البيولوجيا الجزيئية للخلية هي مجلة دورية علمية محكمة تصدر كل أسبوعين. تنشرها الجمعية الأمريكية للبيولوجيا الخلية. وتغطي أبحاثها الأساس الجزيئي لهيكل الخلية والوظيفة . وفقًا لتقارير مجلة Journal Citation. وصل عامل التأثير للدورية في عام 2012 إلى 4,803، وهو رقم عال نسبيا ويدل على سمعة طيبة للدورية.  تم تأسيسها في الأصل باسم تنظيم الخلايا عام 1989.

## الروابط الخارجية
- الموقع الرسمي